# Giuseppe Crivelli
Giuseppe Crivelli, italijanski veslač in tekmovalec v bobu, * 5. oktober 1900, Milano, † 17. november 1975.  
Crivelli je za Italijo nastopil na Poletnih olimpijskih igrah 1924 in na Zimskih olimpijskih igrah 1928.
Na Poletnih igrah v Parizu je bil član italijanskega osmerca, ki je osvojil bronasto medaljo.
Štiri leta kasneje je na Zimskih igrah nastopil v italijanski posadki boba petseda, ki je osvojil 21. mesto. 